# Эванс, Сидни (футболист)
Сидни Эванс (англ. Sidney Evans; 1893 — дата смерти неизвестна) — английский футболист, крайний правый нападающий.

## Биография
Родился в Дарластоне (неподалёку от Уолсолла). Играл в футбол за местный любительский клуб «Дарластон». В 1920 году стал игроком валлийского клуба «Кардифф Сити», который в том же году был принят в состав Футбольной лиги Англии. Эванс дебютировал за команду 28 марта 1921 года в матче Второго дивизиона против «Лидс Юнайтед». 4 апреля того же года забил свой первый (и единственный) гол за «Кардифф Сити» в матче против «Ноттингем Форест». По итогам сезона 1920/21 «Кардифф» занял второе место во Втором дивизионе и вышел в Первый дивизион. Однако Эванс редко попадал в основной состав, изредка подменяя основного правого крайнего нападающего клуба Билли Гримшо. Сидни сыграл только 4 матча в сезоне 1921/22 и 1 матч в сезоне 1922/23.
В мае 1923 года Эванс перешёл в английский клуб «Манчестер Юнайтед», выступавший во Втором дивизионе. Был куплен в качестве дублёра Джо Спенса. В основном составе смог дебютировать только в концовке сезона, впервые выйдя на поле 12 апреля 1904 года в матче против «Кристал Пэлас». Провёл 6 последних матчей «Юнайтед» в чемпионате, отметившись «дублем» в ворота клуба «Клэптон Ориент» 21 апреля. В следующем сезоне продолжал оставаться игроком «Манчестер Юнайтед», но не сыграл ни одного официального матча. В августе 1925 года покинул клуб, перейдя в валлийский клуб «Понтиприт» из Южной футбольной лиги.

## Достижения
Кардифф Сити
- Обладатель Кубка Уэльса (2): 1922, 1923

## Статистика выступлений
| Клуб              | Сезон            | Дивизион         | Лига | Лига | Кубок | Кубок | Итого | Итого |
| Клуб              | Сезон            | Дивизион         | Игры | Голы | Игры  | Голы  | Игры  | Голы  |
| ----------------- | ---------------- | ---------------- | ---- | ---- | ----- | ----- | ----- | ----- |
| Кардифф Сити      | 1920/21          | Второй дивизион  | 4    | 1    | 1     | 0     | 5     | 1     |
| Кардифф Сити      | 1921/22          | Первый дивизион  | 4    | 0    | 1     | 0     | 5     | 0     |
| Кардифф Сити      | 1922/23          | Первый дивизион  | 1    | 0    | 2     | 1     | 3     | 1     |
| Кардифф Сити      | Итого            | Итого            | 9    | 1    | 4     | 1     | 13    | 2     |
| Манчестер Юнайтед | 1923/24          | Второй дивизион  | 6    | 2    | 0     | 0     | 6     | 2     |
| Манчестер Юнайтед | Итого            | Итого            | 6    | 2    | 0     | 0     | 6     | 2     |
| Всего за карьеру  | Всего за карьеру | Всего за карьеру | 15   | 3    | 4     | 1     | 19    | 4     |